# Antonella Morra
Antonia Morra (Cerignola, 17 gennaio 1984) è una calciatrice italiana, di ruolo difensore.

## Carriera
Cresciuta nelle file del Cerignola, trascorre gran parte della carriera in Puglia, tra la Serie B e la Serie C, vestendo le maglie di Bari, Barletta e Lecce. Passa poi al Vis Francavilla Fontana, con il quale arriva a giocare in Serie A2, esordendo il 16 settembre 2007 contro la Ludos Palermo. Segna la sua prima rete in Serie A2 il 6 aprile 2008 contro il Bari, sua ex-squadra.
Nella stagione 2010/2011 si trasferisce in Sicilia all'Orlandia97, con la quale esordisce in Serie A il 25 settembre 2010 contro la Lazio. Segna la sua prima rete in massima serie il 18 dicembre 2010 in trasferta contro il Firenze, mentre in casa segna il 2 aprile 2011 contro il Chiasiellis.
Dopo un anno passato a Capo d'Orlando, viene acquistata dalla Torres, con la quale esordisce in campionato il 15 ottobre 2011 contro il Torino. Con la squadra sarda, vince la Supercoppa Italiana e lo scudetto, giocando anche tre partite in Champions League e raggiungendo le semifinali di Coppa Italia.
Nella stagione 2012/13 passa al Napoli,con il quale colleziona 29 presenze su 30 gare di campionato (esordendo il 22 settembre 2012, contro il Perugia), e raggiungendo nuovamente le semifinali di Coppa Italia, e segnando anche una rete: contro la Lazio, il 9 settembre 2012.
Nell'estate 2013 decide di sottoscrivere un contratto con la Res Roma che la inserisce in rosa come titolare e la impiega a partire dalla stagione 2013-2014. Con le giallorosse rimane due stagioni, congedandosi al termine del campionato 2014-2015 con un tabellino personale di 54 presenze.
Durante il calciomercato estivo 2015 raggiunge un accordo con la neopromossa Acese che le offre un posto da titolare attingendo alla sua esperienza nella massima serie del campionato italiano, tuttavia la rinuncia della società all'iscrizione alla Serie A svincola Morra che prima dell'inizio del campionato si accasa alla Pink Sport Time. Con le baresi rimane una sola stagione, non riuscendo a far raggiungere alla squadra la salvezza e congedandosi con un tabellino personale di 20 presenze e una rete segnata.
Nell'estate 2016 sottoscrive un contratto con la Roma Calcio Femminile con la quale si lega per due stagioni, sfiorando la promozione in Serie A (perde ai rigori nella partita di spareggio con la Pink Bari) il primo anno e conquistando il campionato di Serie B il secondo anno. 
Nell’aprile 2019 intraprende il corso per allenatori  UEFA B, superando con esito positivo l’esame di fine corso. A settembre inizia ad allenare nel settore giovanile femminile della S.S. LAZIO.

## Statistiche

### Presenze e reti nei club
Statistiche aggiornate al 29 aprile 2018.
| Stagione           | Squadra                 | Campionato         | Campionato | Campionato | Coppe nazionali | Coppe nazionali | Coppe nazionali | Coppe continentali | Coppe continentali | Coppe continentali | Altre coppe | Altre coppe | Altre coppe | Totale | Totale |
| Stagione           | Squadra                 | Comp               | Pres       | Reti       | Comp            | Pres            | Reti            | Comp               | Pres               | Reti               | Comp        | Pres        | Reti        | Pres   | Reti   |
| ------------------ | ----------------------- | ------------------ | ---------- | ---------- | --------------- | --------------- | --------------- | ------------------ | ------------------ | ------------------ | ----------- | ----------- | ----------- | ------ | ------ |
| 1999-2000          | Cerignola               | C                  | 16         | 14         | -               | -               | -               | -                  | -                  | -                  |             | -           | -           | 16     | 14     |
| 2000-2001          | Bari                    | B                  | 21         | 2          | CI              | ?               | ?               | -                  | -                  | -                  |             | -           | -           | 21     | 2      |
| 2001-2002          | Bari                    | C                  | 5          | 0          | -               | ?               | ?               | -                  | -                  | -                  |             | -           | -           | 5      | 0      |
| Totale Bari        | Totale Bari             | Totale Bari        | 26         | 2          |                 | ?               | ?               |                    |                    |                    |             |             |             | 26     | 2      |
| 2002-2003          | Barletta                | C                  | 22         | 6          | -               | -               | -               | -                  | -                  | -                  |             | -           | -           | 22     | 6      |
| 2003-2004          | Barletta                | B                  | 21         | 4          | CI              | ?               | ?               | -                  | -                  | -                  |             | -           | -           | 21     | 4      |
| 2004-2005          | Barletta                | B                  | 22         | 5          | CI              | ?               | ?               | -                  | -                  | -                  |             | -           | -           | 22     | 5      |
| 2005-2006          | Barletta                | B                  | 22         | 6          | CI              | 3               | 3               | -                  | -                  | -                  |             | -           | -           | 25     | 9      |
| Totale Barletta    | Totale Barletta         | Totale Barletta    | 87         | 21         |                 | 3               | 3               |                    |                    |                    |             | -           | -           | 90     | 24     |
| 2006-2007          | Lecce                   | B                  | 22         | 13         | CI              | ?               | ?               | -                  | -                  | -                  |             | -           | -           | 22     | 13     |
| 2007-2008          | Vis Francavilla Fontana | A2                 | 18         | 1          | CI              | 4               | 1               | -                  | -                  | -                  |             | -           | -           | 22     | 2      |
| 2009-2010          | Vis Francavilla Fontana | A2                 | 20         | 2          | CI              | ?               | ?               | -                  | -                  | -                  |             | -           | -           | 20     | 2      |
| Totale Francavilla | Totale Francavilla      | Totale Francavilla | 38         | 3          |                 | 4               | 1               |                    |                    |                    |             | -           | -           | 42     | 4      |
| 2010-2011          | Orlandia97              | A                  | 24         | 2          | CI              | 1               | 0               | -                  | -                  | -                  |             | -           | -           | 25     | 2      |
| 2011-2012          | Torres                  | A                  | 19         | 0          | CI              | 5               | 1               | UWCL               | 3                  | 0                  | SI          | 1           | 0           | 28     | 1      |
| 2012-2013          | Napoli                  | A                  | 29         | 0          | CI              | 4               | 1               | -                  | -                  | -                  |             | -           | -           | 33     | 1      |
| 2013-2014          | Res Roma                | A                  | 29         | 0          | CI              | 1               | 0               | -                  | -                  | -                  |             | -           |             | 30     | 0      |
| 2014-2015          | Res Roma                | A                  | 25         | 0          | CI              | 2               | 0               | -                  | -                  | -                  |             | -           |             | 27     | 0      |
| Totale Res Roma    | Totale Res Roma         | Totale Res Roma    | 54         | 0          |                 | 4               | 0               |                    |                    |                    |             | -           | -           | 58     | 0      |
| 2015-2016          | Pink Sport Time         | A                  | 25         | 2          | CI              | 2               | 0               | -                  | -                  | -                  |             | -           |             | 22     | 1      |
| 2016-2017          | Roma CF                 | B                  | 21         | 2          | CI              | ?               | ?               | -                  | -                  | -                  |             | -           | -           | 21     | 2      |
| 2017-2018          | Roma CF                 | B                  | 23         | 2          | CI              | ?               | ?               | -                  | -                  | -                  |             | -           | -           | 23     | 2      |
| Totale Roma        | Totale Roma             | Totale Roma        | 44         | 4          |                 | ?               | 0               |                    | -                  | -                  |             | -           | -           | 44     | 4      |
| Totale carriera    | Totale carriera         | Totale carriera    | 379        | 60         |                 | 23              | 6               |                    | 3                  | 0                  |             | 1           | 0           | 402    | 66     |

## Palmarès
- Campionato italiano: 1

Torres: 2011-2012
- Supercoppa italiana: 1

Torres: 2011
- Serie C (calcio femminile): 1

Barletta: 2002-2003